# Łask
Łask è un comune urbano-rurale polacco del distretto di Łask, nel voivodato di Łódź.
Ricopre una superficie di 146,91 km² e nel 2004 contava 28 479 abitanti.